# Jean-Pierre Malo
Jean-Pierre Malo (* 28. August 1951, Clermont-Ferrand) ist ein französischer Schauspieler.

## Biographie
Nach der Schulzeit in Clermont-Ferrand schrieb sich Jean-Pierre Malo in Paris an der L’École nationale supérieure des arts et techniques du théâtre (ENSATT) ein, die umgangssprachlich auch Theaterschule an der Rue Blanche genannt wird. Sie ist eine der drei nationalen Theaterschulen Frankreichs.
Seine umfangreiche Theaterkarriere begann 1969 mit einer Aufnahme ins Ensemble des Pariser Stadttheaters. Danach spielte Malo in ganz Frankreich unter der Regie bekannter Theaterregisseuren, u. a. Luc Bondy. Er spielte Stücke von Marivaux bis Peter Handke, von Donald Margulies bis Marie NDiaye.
Er ist verheiratet und hat zwei Kinder.

## Filmographie (Auswahl)
| Kino - 1982: L’Amour des femmes Regie: Michel Soutter - 1985: Die Verschwörung (Spécial police) Regie: Michel Vianey - 1985: No Man’s Land, Regie: Alain Tanner - 1986: Mord an einem regnerischen Sonntag (Mort un dimanche de pluie) Regie: Joël Santoni - 1987: Der Profi 2 (Le Solitaire) Regie: Jacques Deray - 1991: Rien que des mensonges (Nichts als Lügen) Regie: Paule Muret - 1993: 23:58 Regie: Pierre-William Glenn - 1994: Dieu que les femmes sont amoureuses Regie: Magali Clément - 2003: Ruby & Quentin – Der Killer und die Klette (Tais-toi !) Regie: Francis Veber - 2004: Qui perd gagne ! Regie: Laurent Bénégui - 2007: Jean de la Fontaine, le défi Regie: Daniel Vigne - 2008: Die Möglichkeit einer Insel (La Possibilité d'une île) Regie: Michel Houellebecq - 2009: Celle que j’aime Regie: Élie Chouraqui - 2012: Trois mondes Regie: Catherine Corsini Kurzfilm - 1993: Gueule d'atmosphère Regie: Olivier Péray | Fernsehen - 1972: Lui Regie: Jean Pignol - 1981: Guerre en pays neutre Fernsehserie - 1983: La Martingale Regie: Alain Bloch - 1983: La Rançon Regie: Yvan Butler - 1984: Schwarze Serie (Série noire) Fernsehreihe Episode: Un chien écrasé Regie: Daniel Duval - 1986: Schwarze Serie (Série noire) Fernsehreihe Episode: Piège à flics Regie: Dominique Othenin-Girard - 1987: Schwarze Serie (Série noire) Fernsehreihe Episode: 1996 Regie: Marcel Bluwal - 1990: Kommissar Navarro (Navarro) Fernsehserie, Episode: Die Stimme des Mörders (Fils de périph) - 1990: Eurocops (Euroflics) Fernsehserie, Episode: Secret-défense - 1992: Kommissar Moulin (Commissaire Moulin) Fernsehserie, Episode: Der Simulant (Le Simulateur) - 1994: Le JAP, juge d’application des peines Fernsehserie, Episode: Point de rupture - 1995: François Kléber Fernsehserie, Episode: Le Pas en avant - 1995: Julie Lescaut Fernsehserie, Episode: La fiancée assassinée - 1996: Hold-up en l’air Regie: Éric Civanyan - 1996: Ricky Regie: Philippe Setbon - 1998: Alice Nevers: Le juge est une femme Fernsehserie, Episode: Le rachat - 2002: Avocats et Associés Fernsehserie, (3 Episoden) - 2002: Les Cordier, juge et flic Fernsehserie, Episode: Otages - 2005: Bel-Ami Regie: Philippe Triboit - 2005: L’Empire du Tigre Regie: Gérard Marx - 2006: Boulevard du Palais Fernsehserie, Episode: Meurtre en négatif - 2009: Beauté fatale Regie: Claude-Michel Rome - 2010: 4 garçons dans la nuit Regie: Edwin Baily - 2011: Louis XI, le pouvoir fracassé Regie: Henri Helman - 2016: Falsche Vertraulichkeiten (Les fausses confidences), Regie: Luc Bondy |

## Theater
- 1987: L’Affaire du courrier de Lyon von Alain Decaux und Robert Hossein, Inszenierung von Robert Hossein am Palais des congrès de Paris
- 1993: Nachtasyl (Les Bas-fonds) von Maxime Gorki am Théâtre Mogador in Paris
- 1996: Dämonen (Demoner) von Lars Norén, Inszenierung von Gérard Desarthe am Théâtre de Nice in Nizza
- 1998: Woyzeck von Georg Büchner, Inszenierung von André Engel am Theater in Gennevilliers
- 1999: Dîner entre amis de Donald Margulies, Inszenierung von Michel Fagadau am Comédie des Champs-Élysées
- 2002: Turcaret von Alain-René Lesage, Inszenierung von Gérard Desarthe am Maison de la Culture de Loire-Atlantique in Nantes, MC93 Bobigny in Bobigny, Théâtre des Célestins in Lyon sowie am Théâtre du Nord in Lille
- 2002: Les Couleurs de la vie von Andrew Bovell, Inszenierung von Michel Fagadau am Comédie des Champs-Élysées
- 2006: Heuschrecken (Skakavci) von Biljana Srbljanović, Inszenierung von Dominique Pitoiset am Théâtre national de Bordeaux en Aquitaine in Bordeaux, Théâtre des Abbesses in Paris, Théâtre Vidy-Lausanne und am Théâtre national de Toulouse Midi-Pyrénées in Toulouse
- 2007: Sight Unseen von Donald Margulies, Inszenierung von Michel Fagadau am Comédie des Champs-Élysées
- 2007: Heuschrecken (Skakavci) von Biljana Srbljanović, Inszenierung von Dominique Pitoiset am Théâtre de la Croix-Rousse, Comédie de Reims
- 2011: Les Grandes Personnes de Marie NDiaye, Inszenierung von Christophe Perton am Théâtre national de la Colline in Paris und am Comédie de Genève in Genf
- 2013: La femme gauchère von Peter Handke, Inszenierung von Christophe Perton am Théâtre du Rond-Point in Paris
- 2013: Mensonges d’États von Xavier Daugreilh, Inszenierung von Nicolas Briançon am Théâtre de la Madeleine
- 2014: Les Fausses Confidences von Marivaux, Inszenierung von Luc Bondy am Théâtre National de l’Odéon in Paris